# 小諸インターチェンジ
小諸インターチェンジ（こもろインターチェンジ）は、長野県小諸市にある上信越自動車道のインターチェンジである。トランペット型の形状をしている。
小諸市および東御市東部、佐久市旧望月町域の最寄りICである。
国道18号線や
浅間サンラインとの接続が容易であるため、長野・名古屋方面より軽井沢へ向かう際は、ICへのアクセス道が峠道となる碓氷軽井沢ICや市街地を経由する佐久ICを利用せずに、このICを利用する車も多い。

## 道路
- E18 上信越自動車道（8番）

## 接続道路
- 長野県道79号小諸上田線（直結）
  - 国道18号
  - 国道141号

## 料金所
- ブース数：5

### 入口
- ブース数：2
  - ETC専用：1
  - ETC・一般：1

### 出口
- ブース数：3
  - ETC専用：1
  - 一般：2（うち1つは、精算機）

## 周辺
- 飯綱山公園（市立小諸高原美術館・白鳥映雪館・長野県動物愛護センター ハローアニマル）
- マンズワイン小諸ワイナリー
- 小諸城址 懐古園
- しなの鉄道 JR東日本 小諸駅

## 隣
E18 上信越自動車道
(7)佐久IC - (7-1)佐久小諸JCT - (8)小諸IC - (9)東部湯の丸IC/SA